# Commelina cyanea
Commelina cyanea là một loài thực vật có hoa trong họ Commelinaceae. Loài này được R.Br. mô tả khoa học đầu tiên năm 1810.